# 한국농수산펠릿에너지협회
한국농수산펠릿에너지협회는 고체바이오매스를 이용한 에너지관련 산업의 활성화를 위한 연구개발 및 품질향상은 물론 농어업분야를 비롯한 일반산업분야의 에너지 이용효율화와 환경개선에 노력하여 국민경제 발전에 기여하기 위하여  2011년 4월 28일 농림수산식품부로부터 설립허가된 사단법인이다.. 사무실은 서울특별시 은평구 응암동 349-3번지 1층에 있다. 대표자는 '박태권'이다.